# Лигос
Лѝгос (на гръцки: Λύγκος) в Пинд, Гърция е исторически топоним на  планина с неустановено положение, споменавана от Херодот, Тукидид и Страбон в контекста на древна Линкестида.
Географите на 18-и и 19-и век поставят Лигос на юг от Линкестида на мястото на днешните Тимфи и Смолика. По-нови източници погрешно включват в състава на Лигос масивите на Скурдза, Василица, Орлякас, Пиростия, Авго, Милия, Мавровуни и Зигос, разположени близо до Мецово.